# Polyrhaphis spinipennis
Polyrhaphis spinipennis är en skalbaggsart som beskrevs av François Louis Nompar de Caumont de Laporte 1840. Polyrhaphis spinipennis ingår i släktet Polyrhaphis och familjen långhorningar.
Artens utbredningsområde är:
- Paraguay.
- Uruguay.

Inga underarter finns listade i Catalogue of Life.